# Neiva N621 Universal
Der Neiva N 621 Universal ist ein propellergetriebenes Schul- und Erdkampfflugzeug des brasilianischen Flugzeugherstellers Indústria Aeronáutica Neiva, inzwischen eine Tochter von Embraer.

## Entwicklung und Geschichte
Der Prototyp flog erstmals am 29. April 1966. Das Flugzeug ist als Tiefdecker ausgeführt. Die zwei Piloten sitzen nebeneinander. Das Bugradfahrwerk wird hydraulisch eingefahren.
Die brasilianische Luftwaffe hat unter der Bezeichnung T-25 zunächst 150 und später weitere 28 Maschinen bestellt. Zehn weitere Flugzeuge gingen an die chilenischen Streitkräfte. Eine weiterentwickelte Version, bezeichnet als YT-25B Universal II, flog erstmals am 22. Oktober 1978, kam aber über das Prototypenstadium nicht hinaus. Die T-25 wurde schließlich von der Embraer EMB 312 abgelöst.

## Militärische Nutzer
- Bolivien
- Brasilien
- Chile
- Paraguay

## Technische Daten
| Kenngröße            | Daten                                                      |
| -------------------- | ---------------------------------------------------------- |
| Länge                | 8,60 m                                                     |
| Spannweite           | 11 m                                                       |
| Höhe                 | 3 m                                                        |
| Flügelfläche         | 17,20 m²                                                   |
| Flügelstreckung      | 7,0                                                        |
| Leermasse            | 1150 kg                                                    |
| Startmasse           | 1700 kg                                                    |
| Reisegeschwindigkeit | 280 km/h                                                   |
| Dienstgipfelhöhe     | 5000 m                                                     |
| Reichweite           | 1500 km                                                    |
| Startstrecke         | 650 m                                                      |
| Landestrecke         | 760 m                                                      |
| Triebwerk            | ein Lycoming IO-540, 300 PS (ca. 220 kW)                   |
| Bewaffnung           | 2 Aufhängepunkte unter den Tragflächen für MGs oder Bomben |